# Svegs köping
Svegs köping var en tidigare kommun i Jämtlands län.

## Administrativ historik
I Svegs landskommun i Härjedalen inrättades år 31 december 1908 ett municipalsamhälle med namnet Svegsmons municipalsamhälle. Det bröts år 1937 ut för att bilda en egen köpingskommun.
Kommunreformen 1952 påverkade inte köpingen, men 1967 återförenades den med landskommunen, då denna inkorporerades i köpingen. När enhetlig kommuntyp infördes 1971 blev köpingen Svegs kommun, vilken i sin tur gick upp i nybildade Härjedalens kommun år 1974.

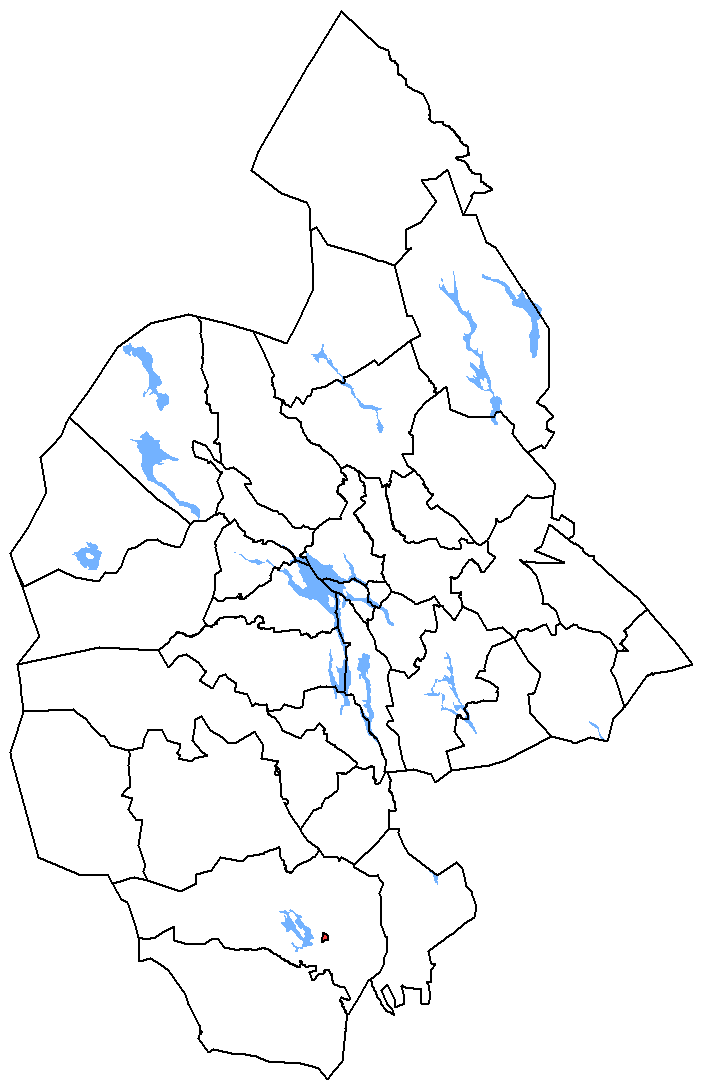
Svegs köpings ursprungliga omfattning 1937-1966.
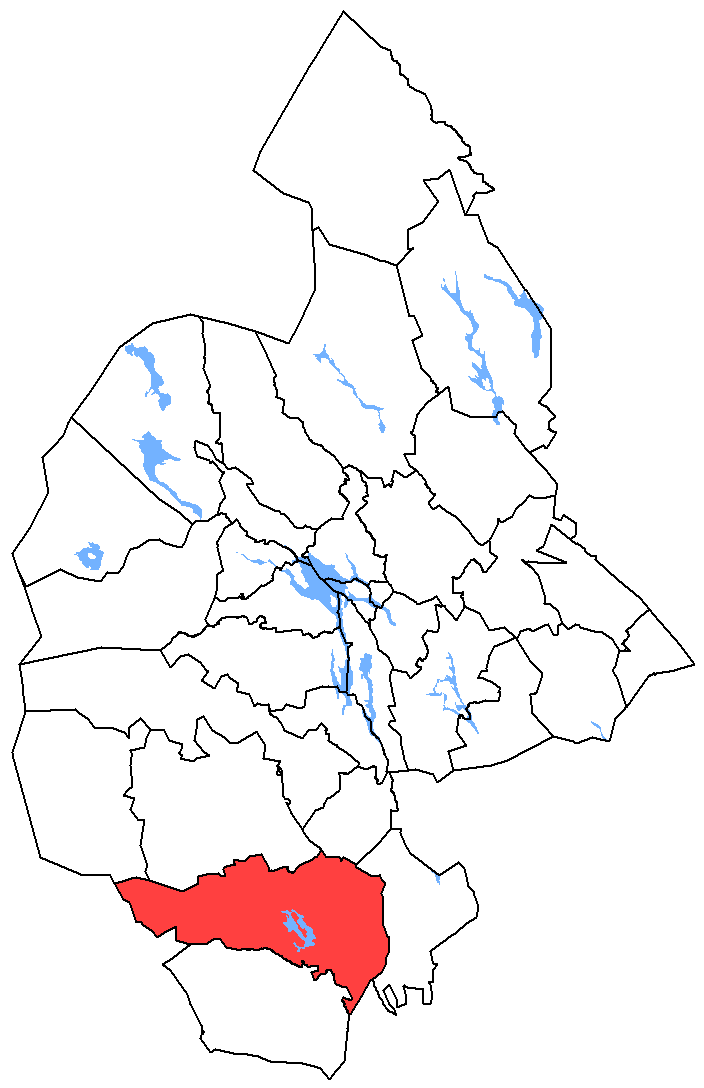
Svegs köping 1967-1970, Svegs kommun 1971-1973

I kyrkligt hänseende hörde köpingen till Svegs församling.

## Geografi
Svegs köping omfattade den 1 januari 1952 en areal av 4,00 km², varav 3,83 km² land.

### Tätorter i köpingen 1960
I Svegs köping fanns tätorten Sveg, som hade 2 247 invånare den 1 november 1960. Tätortsgraden i köpingen var då 100,0 procent.

## Politik

### Mandatfördelning i valen 1938-1970
| 1 | 10 | 4 | 5 |

| 18 |

| 12 | 8 |

| 17 | 3 |

| 9 | 11 |

| 18 |

| 10 | 2 | 3 | 5 | 5 |

| 22 |

| 14 |  | 4 | 6 |

| 22 |

| 13 | 2 | 3 | 7 |

| 23 |

| 14 | 3 | 3 | 5 |

| 23 |

| 2 | 20 | 4 | 4 | 5 |  | 4 |

| 37 |

| 2 | 21 | 4 | 7 | 3 |  | 2 |

| 36 |

### Fotnoter
1. ↑  Andersson, Per (1993). Sveriges kommunindelning 1863–1993. Mjölby: Draking. Libris 7766806. ISBN 91-87784-05-X
2. ↑  ”Förteckning (Sveriges församlingar genom tiderna)”. Skatteverket. 1989. http://www.skatteverket.se/privat/folkbokforing/omfolkbokforing/folkbokforingigaridag/sverigesforsamlingargenomtiderna/forteckning.4.18e1b10334ebe8bc80003999.html. Läst 17 december 2013.
3. ↑   (PDF) Folkräkningen den 31 december 1950, I, Areal och folkmängd inom särskilda förvaltningsområden m.m., Tätorter. Stockholm: Statistiska centralbyrån. 1952-05-19. sid. 113. Arkiverad från originalet den 1 oktober 2014. https://www.webcitation.org/6T09ZkyrB?url=http://www.scb.se/Grupp/Hitta_statistik/Historisk_statistik/_Dokument/SOS/Folkrakningen_1950_1.pdf. Läst 9 oktober 2014 Arkiverad 29 oktober 2013 hämtat från the Wayback Machine.
4. ↑  SCB Folkräkningen 1960 del 2 Arkiverad 24 september 2015 hämtat från the Wayback Machine. sida 44 i pdf:en